# Scione punctata
Scione punctata är en tvåvingeart som beskrevs av Szilady 1926. Scione punctata ingår i släktet Scione och familjen bromsar. Inga underarter finns listade i Catalogue of Life.